# 伊戈尔·哈基姆贾诺夫
伊戈尔·叶夫根尼耶维奇·哈基姆贾诺夫（羅馬化：Igorʼ Yevgenʼyevich Khakimdzyanov；1980年7月25日—），頓涅茨克人民共和國軍事人物。他是頓涅茨克人民軍的總司令，曾於2014年4月10日至5月7日期間擔任頓涅茨克人民共和國國防部長。他在5月7日被親烏克蘭的準軍事組織抓獲，後經交換俘虜回到頓涅茨克，繼續活躍於軍事、政治領域。
2018年，他的團隊遭到炸彈襲擊，他與另外兩人受傷。

## 外部連結
- Protesters in Donetsk decided to create own popular army （页面存档备份，存于）. ITAR-TASS. April 10, 2014